# پنجه‌گرگی شاخ‌گوزنی
لیکوپدیوم کلاواتم (نام علمی: Lycopodium clavatum) نام یک گونه از تیره پنجه‌گرگیان است.

## نگارخانه

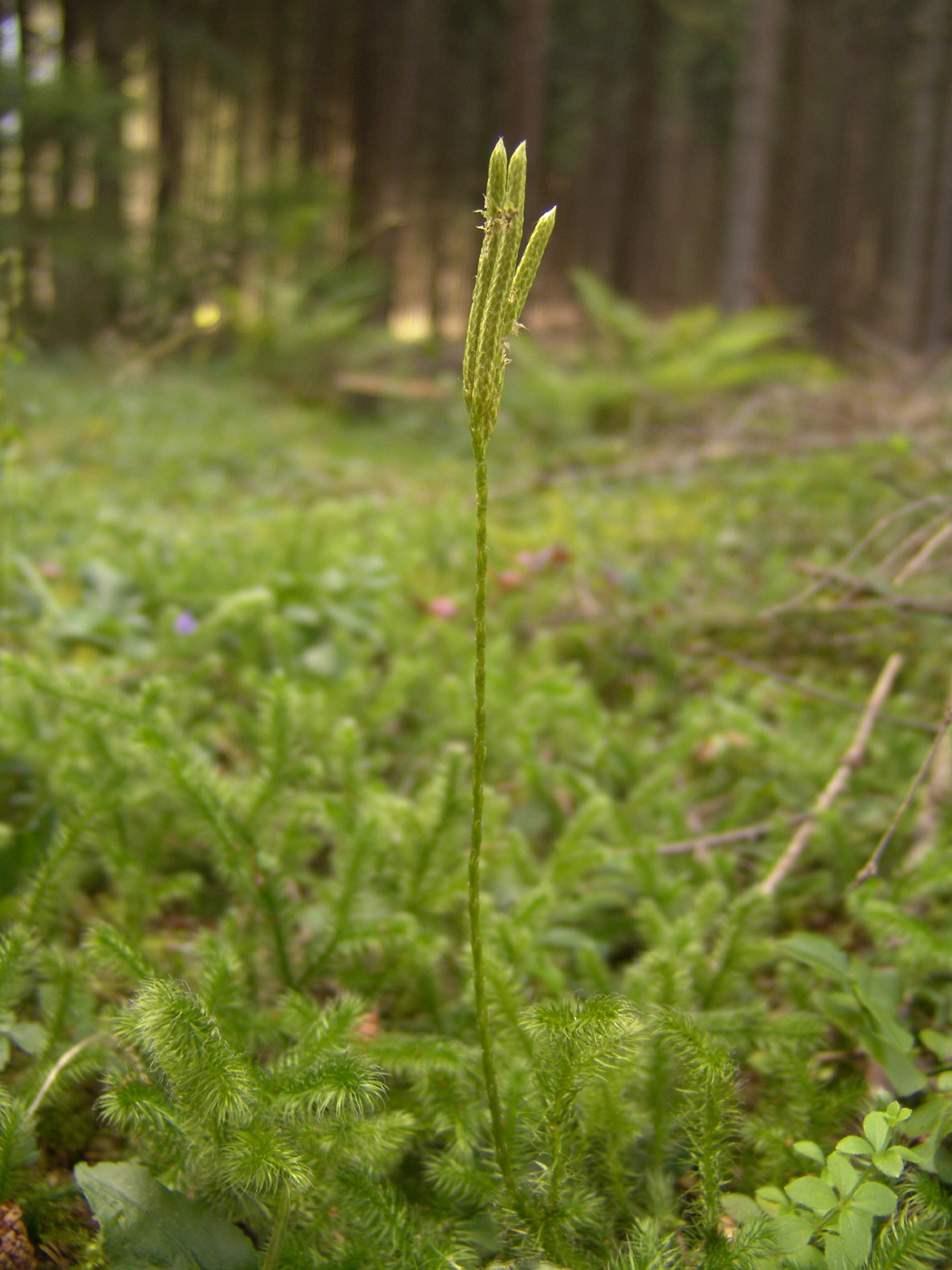
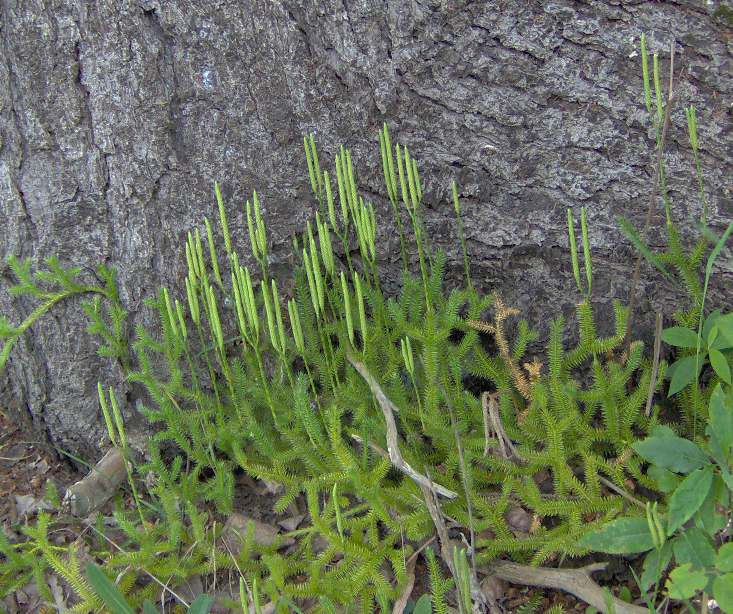